# Aldrin (cráter)

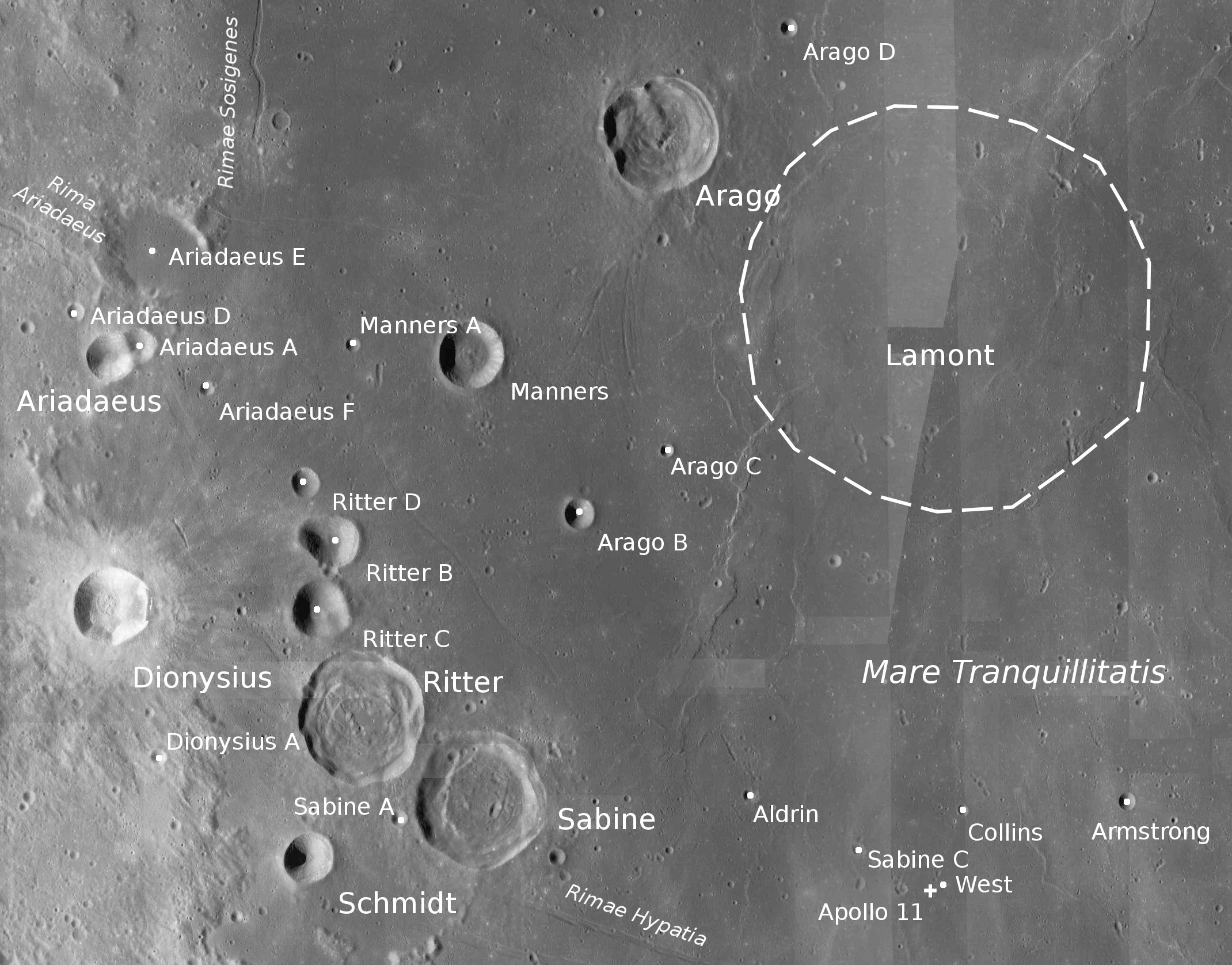
En la parte inferior derecha se pueden ver los cráteres Aldrin, Collins, y Armstrong.

Aldrin es un pequeño cráter de impacto de tan solo 3,4 km de diámetro, que se localiza en la zona Sur del Mare Tranquillitatis, hacia el Este del cráter Sabine. Se halla a 50 km del lugar de alunizaje del Apollo 11. El cráter, nombrado en honor del astronauta estadounidense Buzz Aldrin, es el más occidental de una línea de tres cráteres llamados como los tripulantes del Apollo 11. Unos 30 km al este se encuentra el lugar de alunizaje de la sonda lunar Surveyor 5.

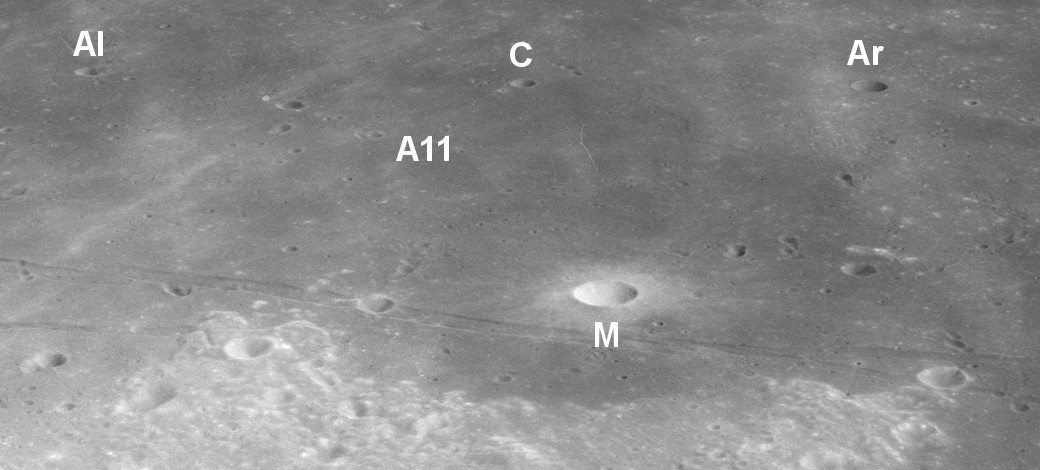
Vista oblicua tomada desde el Apolo 11. Aldrin, arriba a la izquierda

El cráter previamente era identificado como Sabine B, antes de ser rebautizado por la Unión Astronómica Internacional.